# Theodor Berger
Pour les articles homonymes, voir Berger (homonymie).
Theodor Berger, né le 18 mai 1905 à Traismauer (Basse-Autriche) et mort le 21 août 1992 à Vienne, est un compositeur autrichien.

## Biographie
Theodor Berger est issu d'une famille modeste et avait donc jeune peu d'occasions de s'initier à la musique. Au cours de sa formation de professeur, il a pris conscience à l'âge de 17 ans de sa véritable vocation de compositeur. Grâce à l'appui de certaines familles aisées, il a pu étudier à l'Académie de musique de Vienne de 1926 à 1932 avec Franz Schmidt, mais lui-même s'est décrit plus tard comme essentiellement un « autodidacte », car il a travaillé son langage musical en grande partie de manière autonome.
En 1932, il s'est rendu à Berlin. Il a été reconnu par Wilhelm Furtwängler comme un jeune talent et a été promu dans sa patrie et à l'étranger par des spectacles et des recommandations. En 1939, il est retourné à Vienne. Jusqu'à sa mort, il a vécu, en dehors de quelques visites prolongées en Allemagne et aux États-Unis, comme un compositeur indépendant. Il a cependant lié amitié avec d'autres compositeurs tels que Miklós Rózsa, Marcel Rubin, Joseph Marx, Samuel Barber et Werner Egk.
Malgré ses multiples récompenses avec des médailles, des prix et des titres, sa carrière s'est déroulée assez calmement jusqu'en 1965 environ. Faire la promotion de ses œuvres auprès des puissants l'ennuyait. Son indépendance vis-à-vis de toutes les « écoles » l'a mis en marge de la scène musicale. Cet isolement a été renforcé dans les dernières décennies de la vie par sa tendance de plus en plus notable vers la neurasthénie, ce qui fait qu'il lui est presque devenu impossible de communiquer avec la « foule ».

## Style
Berger a vécu en dehors des grands courants de la musique contemporaine. Son langage musical indéniablement personnel est plein de nuances, de couleurs, souvent polytonal, oscillant entre consonance et dissonance et stylistiquement fortement lié à la musique impressionniste. Les éléments importants étaient également son sentiment de la nature et ses recherches techniques (voir Impressionen pour orchestre, op. 8). En outre, une certaine influence d'Igor Stravinsky et de Béla Bartók est indubitable. Son professeur Franz Schmidt a fait le commentaire : « ce ne sont pas de si mauvaises références, vers lesquelles vous vous tournez ».
Avec une légèreté musicale, Theodor Berger a traduit par une orchestration magistrale ses expériences de la nature. Il s'est consacré essentiellement à musique d'orchestre, bien qu'au début, ses œuvres de musique de chambre reflètent déjà son style inimitable. Des chefs d'orchestre de renommée mondiale tels que Wilhelm Furtwängler, Erich Kleiber, Wolfgang Sawallisch, Karl Böhm, Herbert von Karajan, Rafael Kubelík, Bernard Haitink, Josef Krips, Zubin Mehta, Dimitri Mitropoulos, Antal Doráti, Sergiu Celibidache et d'autres ont dirigé ses œuvres, tout particulièrement le dernier cité.

## Œuvres
Liste partielle
- Streichquartett op. 2 im alten Stil in eE (1932)
- Rondino Giocoso, op. 4, pour orchestre à cordes (1933)
- Malinconia, op. 5, pour orchestre à cordes (1933)
- Impressionen, op. 8, Sechs Kleine Tonbilder, pour orchestre (1938/46)
- Rhapsodisches Duo, op. 9, pour violon, violoncelle et orchestre (1939)
- Chronique Symphonique, op. 10, pour orchestre (1940/53)
- Legende vom Prinzen Eugen, op. 11, pour orchestre (1941)
- Homerische Symphonie, pour orchestre (1948)
- musique pour le film « An klingenden Ufern », avec Curd Jürgens (1948)
- Concerto Manuale, Orchesterstück für handgespielte Instrumente (1951)
- La Parola, pour orchestre (1954)
- Rondo Ostinato, d'après un thème espagnol, pour orchestre de cuivres et percussion (1955)
- Sinfonia Parabolica, pour orchestre (1956)
- Symphonischer Triglyph « Drei Fenster », Métamorphoses pour orchestre sur des thèmes de Franz Schubert (1957)
- Symphonie « Jahreszeiten », pour orchestre (1957)
- Frauenstimmen, pour 3 voix de femmes et orchestre (1959)
- Konzert pour violon et orchestre (1964)
- Hydromelos, pour orchestre (1965)
- Divertimento, pour de chœur d'hommes à 6 voix, cuivres et percussion (1970)
- Malinconia 2, pour 48 cordes (1979)
- Fonofolium, pour orchestre (1986)

## Prix
- 1949 - Prix de la ville de Vienne de musique
- 1951 - Staatspreis für Musik
- 1959 - Großer Österreichischer Staatspreis